# 中国财政科学研究院

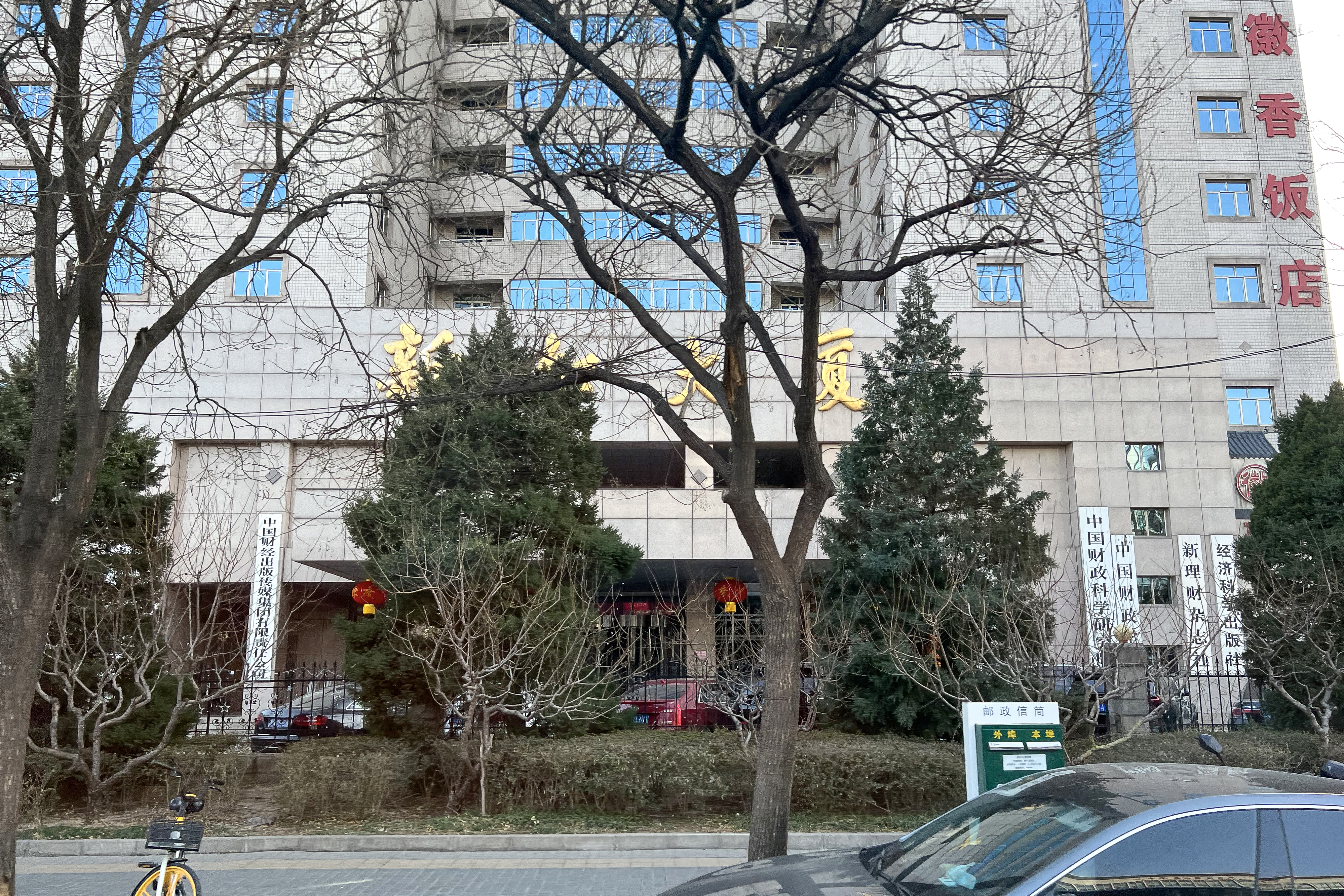
中国财政科学研究院所在地为北京市海淀区阜成路甲28号新知大厦

中国财政科学研究院（Chinese Academy of Fiscal Sciences）简称财科院，前身财政部财政科学研究所根据毛泽东指示成立于1956年，2016年改为现名，目前是国家高端智库建设试点单位。

## 简介
财科院现有职工226人，具备高级、中级专业技术职称人员137人。2001年3月设立应用经济学博士后科研流动站，目前在站博士后28人。财科院现有内设机构27个（党建与监督机构1个、研究机构12个、研究生教育运行机构5个、智库运行机构1个、学术性刊物出版发行机构1个、职能管理机构3个、社团管理机构4个），另设有党委（纪委内审）办公室。

## 组织机构
- 宏观经济研究中心
- 财政与国家治理研究中心
- 公共收入研究中心
- 国资管理与资本运营研究中心
- 金融研究中心
- 教科文研究中心
- 社会发展研究中心
- 资源环境和生态文明研究中心
- 全球风险治理研究中心
- 财务与会计研究中心
- 政府绩效研究中心
- 珠心算研究中心[2]

除了研究职能外，还有教学职能，设有研究生院、博士后流动站和培训中心。